# Oliver Schmitt
Oliver Jens Schmitt, född den 15 februari 1973 i Basel i Schweiz, är en professor i sydöstra Europas historia vid Wiens universitet. Han är ledamot av (medlem i) Österrikiska vetenskapsakademien.
Hans bok Skanderbeg. Der neue Alexander auf dem Balkan, som är en kritisk biografi om Skanderbeg, orsakade en het debatt i Albanien. En schweizisk dagstidning (Tages-Anzeiger) gav ut Schmitts intervju, gett till Enver Robelli i Tirana den 25 februari 2009, som betonade hans påstående att Skanderbegs mor Voisava hörde till den serbiska ätten Branković och att Skanderbegs efternamn Kastriota härstammar från grekiskan kastron (fort). Schmitt beskylldes för att ha förolämpat albanernas nationella stolthet, och likaså Ardian Klosi som översatte hans bok från tyska till albanska.
Sandër Lleshi, brigadgeneral och inrikesminister, utgav en bok som svar på Schmitts verk om Skanderbeg och vände sig emot kronologiska, logiska och andra felaktigheter om medeltidskrigföring.